# Heliconia (botanica)
Heliconia L., 1771 è un genere di piante angiosperme diffuse principalmente nella zona tropicale dell'America ma anche in alcune isole del Pacifico, dell'Indonesia e delle Filippine. È l'unico genere della famiglia Heliconiaceae.

## Descrizione
Sono specie erbacee di grandi dimensioni con grandi foglie ovaliformi e infiorescenze molto vistose, erette o pendenti, dotate di grandi brattee cerose, di colore dall'argento al rosso acceso, dal giallo al fucsia, nell'ascella delle quali sbocciano piccoli fiori.

## Biologia
Si riproducono prevalentemente per impollinazione ornitogama e costituiscono una importante risorsa alimentare per molte specie di colibrì; alcune di esse, come l'eremita irsuto (Glaucis hirsutus), costruiscono il loro nido sulle foglie della pianta..

## Tassonomia
Comprende le seguenti specie:
- Heliconia abaloi G.Morales, 1984
- Heliconia acuminata A.Rich., 1831
- Heliconia adflexa (Griggs) Standl., 1927
- Heliconia aemygdiana Burle-Marx, 1974
- Heliconia albicosta (G.S.Daniels & F.G.Stiles) L.Andersson, 1992
- Heliconia angelica Abalo & G.Morales, 1983
- Heliconia angusta Vell., 1829
- Heliconia apparicioi Barreiros, 1976
- Heliconia arrecta W.J.Kress & Betancur, 1993
- Heliconia atratensis Abalo & G.Morales, 1982
- Heliconia atropurpurea G.S.Daniels & F.G.Stiles, 1979
- Heliconia aurantiaca Ghiesbr. ex Lem., 1862
- Heliconia aurea G.Rodr.
- Heliconia auriculata Barreiros, 1980
- Heliconia badilloi Abalo & G.Morales, 1983
- Heliconia barryana W.J.Kress, 1986
- Heliconia beckneri R.R.Sm., 1975
- Heliconia bella W.J.Kress, 1986
- Heliconia berguidoi R.Flores, C.Black & A.Ibáñez
- Heliconia berriziana Abalo & G.Morales, 1985
- Heliconia berryi Abalo & G.Morales, 1991
- Heliconia bihai (L.) L., 1771
- Heliconia bourgaeana Petersen, 1890
- Heliconia brachyantha L.Andersson, 1985
- Heliconia brenneri Abalo & G.Morales, 1983
- Heliconia burleana Abalo & G.Morales, 1983
- Heliconia calatheaphylla G.S.Daniels & F.G.Stiles, 1979
- Heliconia caquetensis Abalo & G.Morales, 1982
- Heliconia carajaensis Barreiros, 1980
- Heliconia caribaea Lam., 1785
- Heliconia carmelae Abalo & G.Morales, 1982
- Heliconia chartacea Lane ex Barreiros, 1972
- Heliconia chrysocraspeda Abalo & G.Morales, 1982
- Heliconia clinophila R.R.Sm., 1975
- Heliconia colgantea R.R.Sm. ex G.S.Daniels & F.G.Stiles, 1979
- Heliconia collinsiana Griggs, 1903
- Heliconia combinata Abalo & G.Morales, 1983
- Heliconia cordata L.Andersson, 1985
- Heliconia crassa Griggs, 1903
- Heliconia cristata Barreiros, 1985
- Heliconia cucullata W.J.Kress & L.Andersson, 1989
- Heliconia curtispatha Petersen, 1890
- Heliconia danielsiana W.J.Kress, 1984
- Heliconia darienensis L.Andersson, 1992
- Heliconia dasyantha K.Koch & C.D.Bouché, 1855
- Heliconia densiflora Verl., 1869
- Heliconia dielsiana Loes., 1937
- Heliconia donstonea W.J.Kress & Betancur, 1993
- Heliconia episcopalis Vell., 1829
- Heliconia estherae Abalo & G.Morales, 1982
- Heliconia estiletioides Abalo & G.Morales, 1982
- Heliconia excelsa L.Andersson, 1985
- Heliconia farinosa Raddi, 1820
- Heliconia faunorum W.J.Kress & L.Andersson, 1989
- Heliconia fernandezii Abalo & G.Morales, 1982
- Heliconia × flabellata Abalo & G.Morales, 1983
- Heliconia foreroi Abalo & G.Morales, 1991
- Heliconia fragilis Abalo & G.Morales, 1982
- Heliconia fredberryana W.J.Kress, 1991 publ. 1992
- Heliconia fugax L.Andersson, 1985
- Heliconia gaiboriana Abalo & G.Morales, 1991
- Heliconia gigantea W.J.Kress & Betancur, 1993
- Heliconia gilbertiana Abalo & G.Morales
- Heliconia gloriosa Abalo & G.Morales, 1991
- Heliconia gracilis G.S.Daniels & F.G.Stiles, 1979
- Heliconia griggsiana L.B.Sm., 1939
- Heliconia harlingii L.Andersson, 1985
- Heliconia hirsuta L.f., 1782
- Heliconia holmquistiana Abalo & G.Morales, 1991
- Heliconia huilensis Abalo & G.Morales, 1982
- Heliconia ignescens G.S.Daniels & F.G.Stiles, 1979
- Heliconia imbricata (Kuntze) Baker, 1893
- Heliconia impudica Abalo & G.Morales, 1983
- Heliconia indica Lam., 1785
- Heliconia intermedia Abalo & G.Morales, 1983
- Heliconia irrasa R.R.Sm., 1975
- Heliconia julianii Barreiros, 1976
- Heliconia juruana Loes., 1916
- Heliconia kautzkiana Emygdio & E.Santos, 1987
- Heliconia lanata (P.S.Green) W.J.Kress, 1990
- Heliconia lankesteri Standl., 1927
- Heliconia lasiorachis L.Andersson, 1985
- Heliconia latispatha Benth., 1846
- Heliconia laufao W.J.Kress, 1990
- Heliconia laxa Abalo & G.Morales, 1982
- Heliconia lentiginosa Abalo & G.Morales, 1985
- Heliconia librata Griggs, 1903
- Heliconia lingulata Ruiz & Pav., 1802
- Heliconia litana W.J.Kress, 1991 publ. 1992
- Heliconia longa (Griggs) H.J.P.Winkl.
- Heliconia longiflora R.R.Sm., 1977
- Heliconia lophocarpa G.S.Daniels & F.G.Stiles, 1979
- Heliconia lourteigiae Emygdio & E.Santos, 1977
- Heliconia lozanoi Abalo & G.Morales, 1985
- Heliconia luciae Barreiros, 1992 publ. 1993
- Heliconia lutea W.J.Kress, 1986
- Heliconia lutheri W.J.Kress, 1991 publ. 1992
- Heliconia maculata W.J.Kress, 1981
- Heliconia magnifica W.J.Kress, 1981
- Heliconia × mantenensis B.R.Silva, 2003
- Heliconia marginata (Griggs) Pittier, 1926
- Heliconia mariae Hook.f., 1864
- Heliconia markiana Abalo & G.Morales, 1991
- Heliconia mathiasiae G.S.Daniels & F.G.Stiles, 1979
- Heliconia meridensis Klotzsch, 1847
- Heliconia metallica Planch. & Linden ex Hook., 1862
- Heliconia mincana Abalo & G.Morales
- Heliconia montana Abalo & G.Morales
- Heliconia monteverdensis G.S.Daniels & F.G.Stiles
- Heliconia mooreana R.R.Sm., 1989
- Heliconia mucilagina Abalo & G.Morales, 1982
- Heliconia mucronata Barreiros, 1973
- Heliconia mutisiana Cuatrec., 1935
- Heliconia nariniensis Abalo & G.Morales, 1982
- Heliconia necrobracteata W.J.Kress, 1981
- Heliconia × nickeriensis Maas & de Rooij, 1979
- Heliconia nigripraefixa Dodson & A.H.Gentry, 1978
- Heliconia nitida Abalo & G.Morales, 1982
- Heliconia nubigena L.Andersson, 1992
- Heliconia nutans Woodson, 1939
- Heliconia obscura Dodson & A.H.Gentry, 1978
- Heliconia obscuroides L.Andersson, 1985
- Heliconia oleosa Abalo & G.Morales, 1982
- Heliconia ortotricha L.Andersson, 1981 publ. 1982
- Heliconia osaensis Cufod., 1933
- Heliconia paka A.C.Sm., 1967
- Heliconia paludigena Abalo & G.Morales, 1983
- Heliconia papuana W.J.Kress, 1990
- Heliconia pardoi Abalo & G.Morales, 1991
- Heliconia pastazae L.Andersson, 1985
- Heliconia peckenpaughii Abalo & G.Morales, 1991
- Heliconia pendula Wawra, 1963
- Heliconia penduloides Loes., 1916
- Heliconia peteriana Abalo & G.Morales, 1991
- Heliconia × plagiotropa Abalo & G.Morales, 1983
- Heliconia platystachys Baker, 1893
- Heliconia pogonantha Cufod., 1933
- Heliconia pruinosa Loes., 1916
- Heliconia pseudoaemygdiana Emygdio & E.Santos, 1983
- Heliconia psittacorum L.f., 1782
- Heliconia ramonensis G.S.Daniels & F.G.Stiles, 1979
- Heliconia × rauliniana Barreiros, 1974
- Heliconia regalis L.Andersson, 1985
- Heliconia reptans Abalo & G.Morales, 1982
- Heliconia reticulata (Griggs) H.J.P.Winkl., 1930
- Heliconia revoluta (Griggs) Standl., 1930
- Heliconia rhodantha Abalo & G.Morales, 1982
- Heliconia richardiana Miq., 1844
- Heliconia rigida Abalo & G.Morales, 1982
- Heliconia riopalenquensis Dodson & A.H.Gentry, 1978
- Heliconia rivularis Emygdio & E.Santos, 1977
- Heliconia robertoi Abalo & G.Morales, 1985
- Heliconia robusta Pax, 1909
- Heliconia rodriguensis Aristeg., 1961
- Heliconia rodriguezii F.G.Stiles, 1982
- Heliconia rostrata Ruiz & Pav., 1802
- Heliconia samperiana W.J.Kress & Betancur, 2009
- Heliconia sanctae-theresae Abalo & G.Morales, 1985
- Heliconia santaremensis Barreiros, 1980
- Heliconia sarapiquensis G.S.Daniels & F.G.Stiles, 1979
- Heliconia scarlatina Abalo & G.Morales, 1982
- Heliconia schiedeana Klotzsch, 1847
- Heliconia schumanniana Loes., 1916
- Heliconia sclerotricha Abalo & G.Morales, 1983
- Heliconia secunda R.R.Sm., 1975
- Heliconia sessilis W.J.Kress, 1981
- Heliconia signa-hispanica Abalo & G.Morales, 1983
- Heliconia solomonensis W.J.Kress, 1990
- Heliconia spathocircinada Aristeg., 1961
- Heliconia spiralis Abalo & G.Morales, 1983
- Heliconia spissa Griggs, 1903
- Heliconia standleyi J.F.Macbr., 1931
- Heliconia stella-maris Abalo & G.Morales, 1983
- Heliconia stilesii W.J.Kress, 1982
- Heliconia stricta Huber, 1906
- Heliconia subulata Ruiz & Pav., 1802
- Heliconia sucrei Barreiros, 1985
- Heliconia tacarcunae L.Andersson, 1985
- Heliconia talamancana G.S.Daniels & F.G.Stiles, 1979
- Heliconia tandayapensis Abalo & G.Morales, 1983
- Heliconia tenebrosa J.F.Macbr., 1931
- Heliconia terciopela W.J.Kress & Betancur, 1993
- Heliconia thomasiana W.J.Kress, 1986
- Heliconia timothei L.Andersson, 1985
- Heliconia titanum W.J.Kress & Betancur, 1993
- Heliconia tortuosa Griggs, 1903
- Heliconia trichocarpa G.S.Daniels & F.G.Stiles, 1979
- Heliconia triflora Barreiros, 1971
- Heliconia umbrophila G.S.Daniels & F.G.Stiles, 1979
- Heliconia uxpanapensis C.Gut.Báez, 1987
- Heliconia vaginalis Benth., 1846
- Heliconia vellerigera Poepp., 1836
- Heliconia velutina L.Andersson, 1985
- Heliconia venusta Abalo & G.Morales, 1982
- Heliconia veracruzensis C.Gut.Báez
- Heliconia villosa Klotzsch, 1847
- Heliconia virginalis Abalo & G.Morales, 1983
- Heliconia wagneriana Petersen, 1896
- Heliconia willisiana Abalo & G.Morales, 1983
- Heliconia wilsonii G.S.Daniels & F.G.Stiles, 1979
- Heliconia xanthovillosa W.J.Kress, 1981
- Heliconia zebrina Plowman, W.J.Kress & H.Kenn., 1982

### Alcune specie

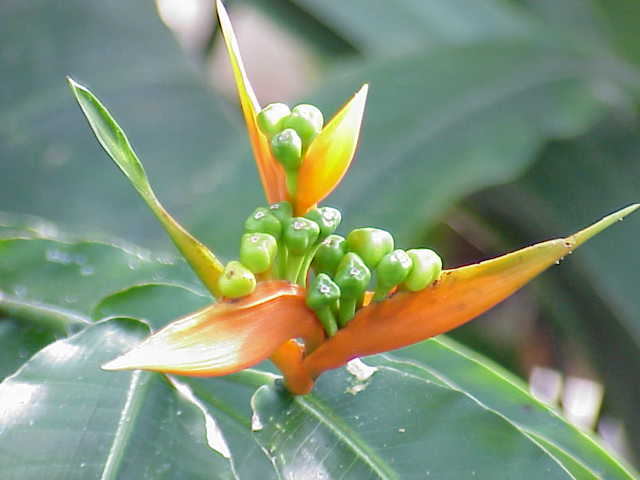
Heliconia aurantiaca
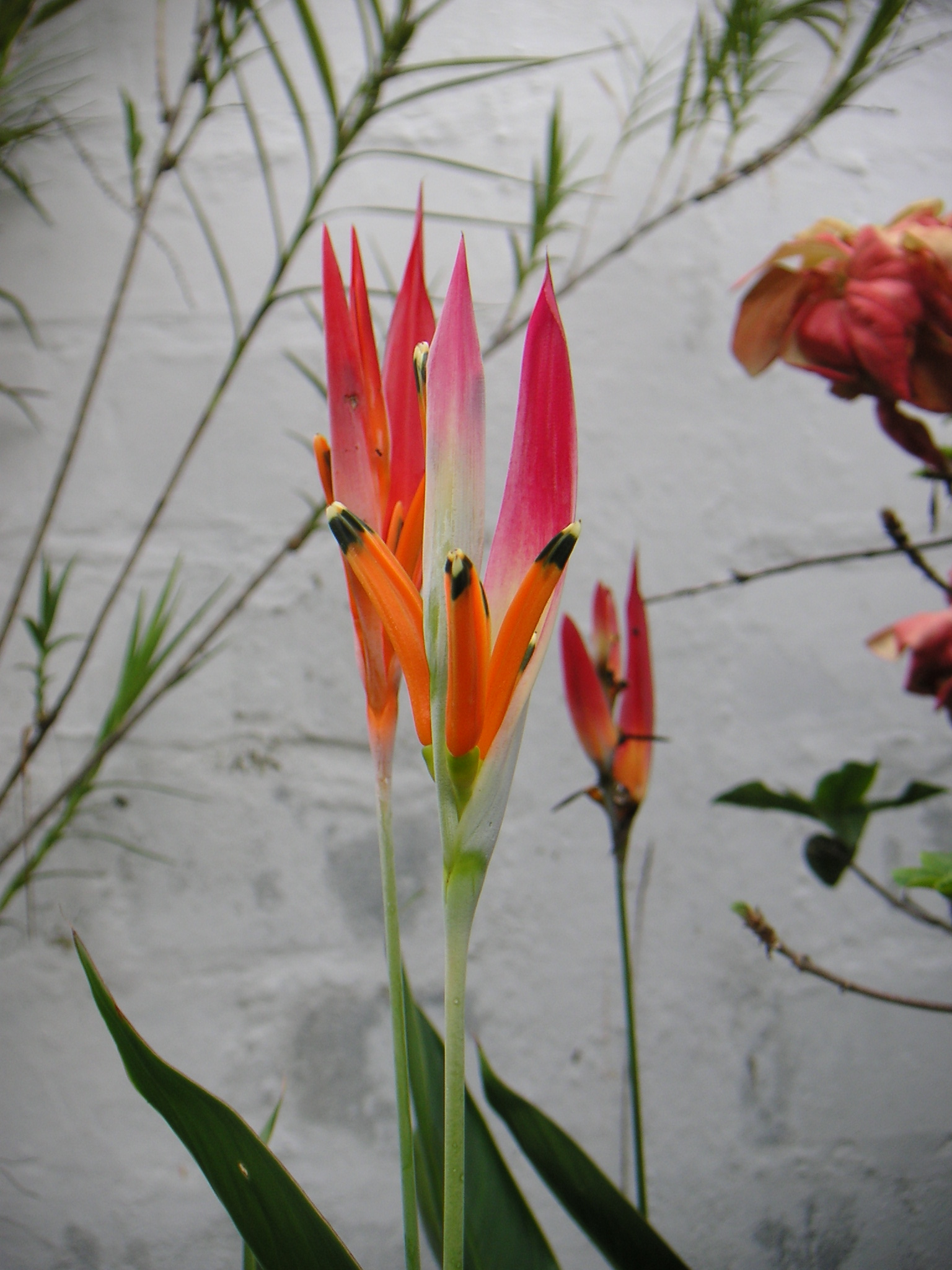
Heliconia psittacorum
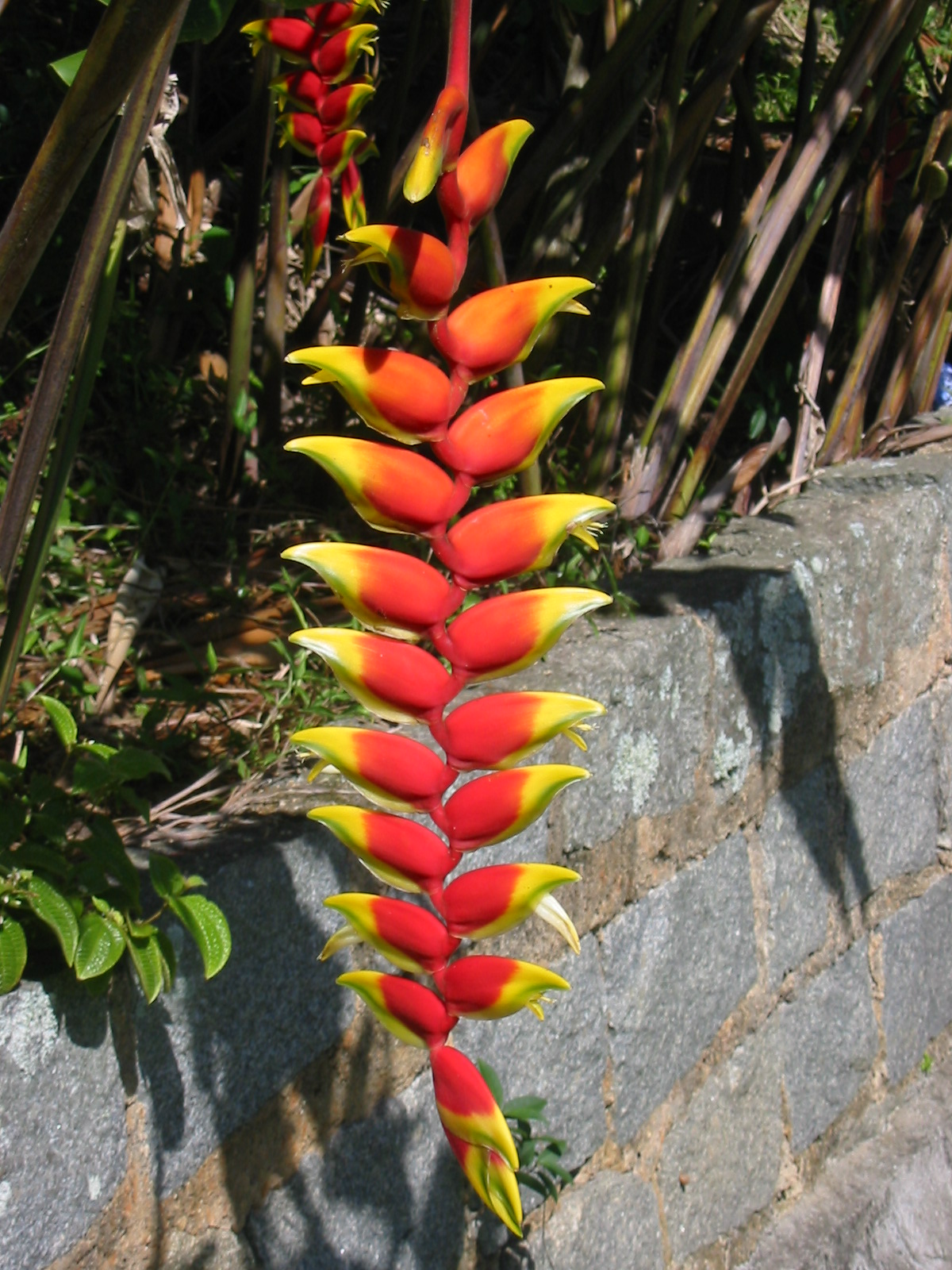
Heliconia rostrata
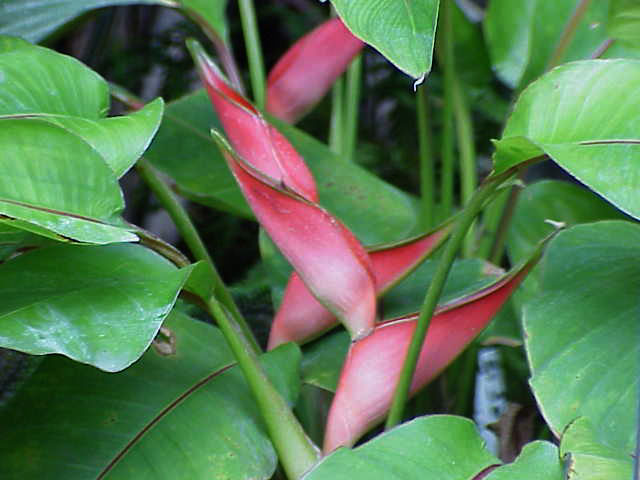
Heliconia stricta
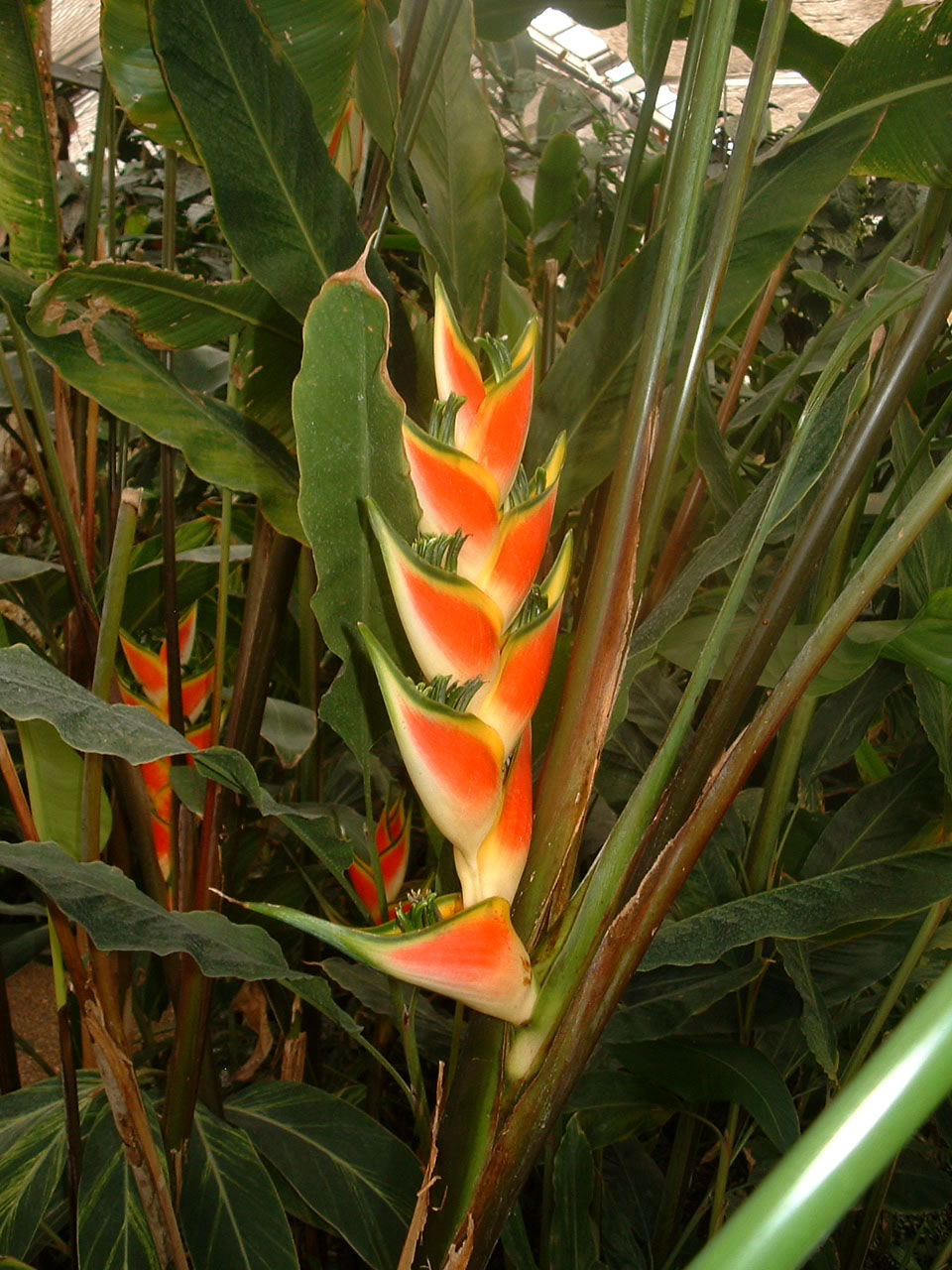
Heliconia wagneriana